# Brunon Konczakowski
Brunon (Bruno) Konczakowski (ur. 27 maja 1881 w Cieszynie, zm. 21 września 1959 w Wiedniu) – kupiec, kolekcjoner militariów. Jego zbiory są podwaliną ekspozycji wawelskiej zbrojowni.

## Życiorys

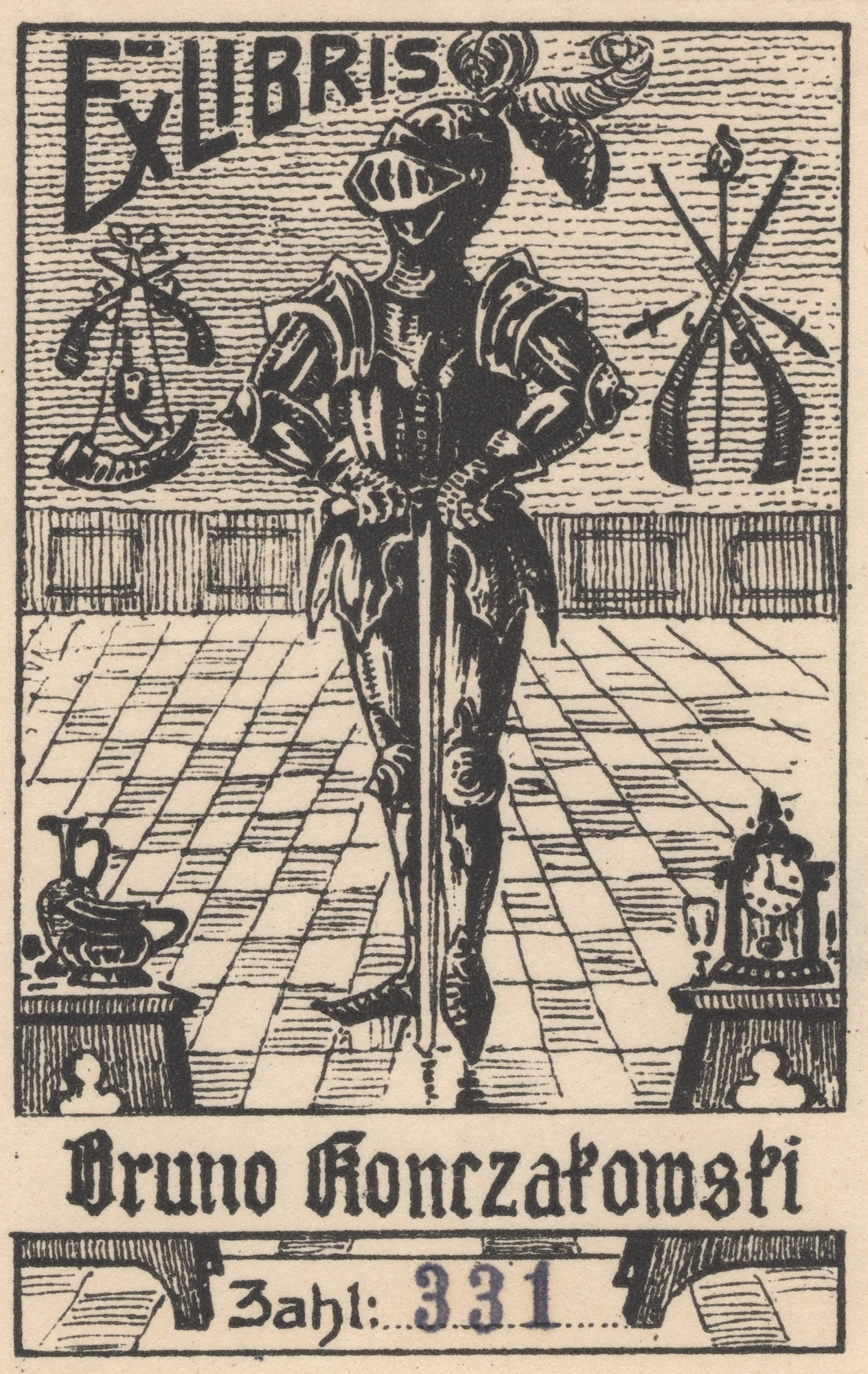
Exlibris Bruno Konczakowskiego

Brunon (Bruno) Konczakowski urodził się 27 maja 1881 r. jako syn Józefa i Emilli z Drobików. Ojciec pochodził z Galicji, skąd w połowie XIX wieku przybył do Cieszyna, gdzie zajął się handlem towarami żelaznymi na których dorobił się dużego majątku. Bruno ukończył szkoły w Cieszynie, a dalszą naukę odbywał w renomowanej wiedeńskiej szkole handlowej Maxa Allina. Właśnie w Wiedniu rozpoczął kolekcjonowanie antyków, głównie starej broni, która szczególnie go interesowała. W 1909 r. przejął rodzinną firmę handlu artykułami żelaznymi w Cieszynie i szybko ją rozbudował. Za osiągnięcia handlowe otrzymał tytuł cesarsko-królewskiego dostawcy dworu. Stale powiększała się jego kolekcja militariów i innych antyków (głównie ceramiki, starych mebli i obrazów). Eksponaty nabywał w najbardziej znanych europejskich antykwariatach i aukcjach. Sam Konczakowski stał się jednocześnie jednym z najbardziej znanych kolekcjonerów ówczesnej Europy. Po upadku monarchii habsburskiej swoją kolekcję znacznie poszerzył, kupował bowiem eksponaty ze zbiorów cesarskich i podupadłych rodów szlacheckich. W swojej kamienicy przy cieszyńskim rynku utworzył też stałą wystawę wybranych eksponatów.
W 1938 r. Konczakowski podarował cenny zbiór broni wschodniej Muzeum Wojska w Warszawie. W 1939 r. został uwięziony przez hitlerowców i trafił do obozu koncentracyjnego w Dachau, skąd został zwolniony dzięki zabiegom rodziny. Po zakończeniu II wojny światowej w 1945 r. został uznany za Niemca i na krótko internowany. Udało mu się jednak ocalić swoje zbiory, choć po wojnie już ich nie powiększał (z wyjątkiem zakupu starych książek w polskich antykwariatach). Zmarł w 1959 roku w czasie wizyty w Wiedniu. Został pochowany w rodzinnym Cieszynie.
Na mocy porozumienia między spadkobiercami, którzy postanowili wyemigrować do Austrii, a państwem polskim kolekcja Konczakowskiego została podzielona. Najliczniejsza i najcenniejsza część kolekcji trafiła do Państwowych Zbiorów Sztuki na Wawelu w Krakowie, gdzie stała się podwaliną ekspozycji tamtejszej Zbrojowni, część zaś do Muzeum w Cieszynie.